# Iglesia de San Blas (Cuzco)
La iglesia de San Blas es un templo religioso de culto católico bajo la advocación de San Blas ubicado en el centro histórico de la ciudad del Cuzco, Perú. La iglesia se ubica en la Plazoleta de San Blas, corazón del barrio homónimo, a unos 430 metros al noreste de la Plaza de Armas. 

## Historia
Durante el incanato, la zona donde se levanta la iglesia era el barrio de "T'oqokachi" (del quechua: Hueco con sal). En esta zona, el corregidor Juan Polo de Ondegardo erigió, en cumplimiento de la orden del virrey Andrés Hurtado de Mendoza, una de las cinco primeras parroquias para indios en la ciudad del Cusco. La iglesia se levantó en el espacio denominado Arrayan-pata y que hoy corresponde con la Plazoleta de San Blas. Dicho barrio es conocido actualmente por sus tradiciones artesanales.  
Se señala que el edificio fue levantado sobre un santuario inca consagrado al culto del Illapa, dios del trueno, relámpago y rayo. Otra versión señala que la iglesia fue levantada en 1544, durante el periodo del segundo obispo del Cusco, fray Juan Solano[cita requerida]. Es considerada la parroquia más antigua del Cuzco[cita requerida].
Desde 1972 el inmueble forma parte de la Zona Monumental del Cusco declarada como Monumento Histórico del Perú. Asimismo, en 1983 al ser parte del casco histórico de la ciudad del Cusco, forma parte de la zona central declarada por la UNESCO como Patrimonio Cultural de la Humanidad.

## Descripción
Su estructura era simple: un plano de suelo rectangular y paredes de adobe, pero después del terremoto de 1650 se reforzó parcialmente con paredes de piedra. Tiene dos puertas (una principal orientada hacia el oeste y otra lateral orientada hacia el sur y que da a la Plazoleta). La iglesia carece de torre y cuenta con una espadaña con base y tres cuerpos de campanario..

## Púlpito
La principal atracción de esta iglesia es el púlpito que se encuentra en su interior. Tallado en madera de cedro es la más sorprendente obra de carpintería artística de estilo churrigueresco español. Su elaboración es atribuida al arquitecto y escultor indígena Juan Tomás Tuyro Túpac aunque se sabe que la obra fue hecha a expensas del obispo Manuel de Mollinedo y Angulo.

## Galería de imágenes

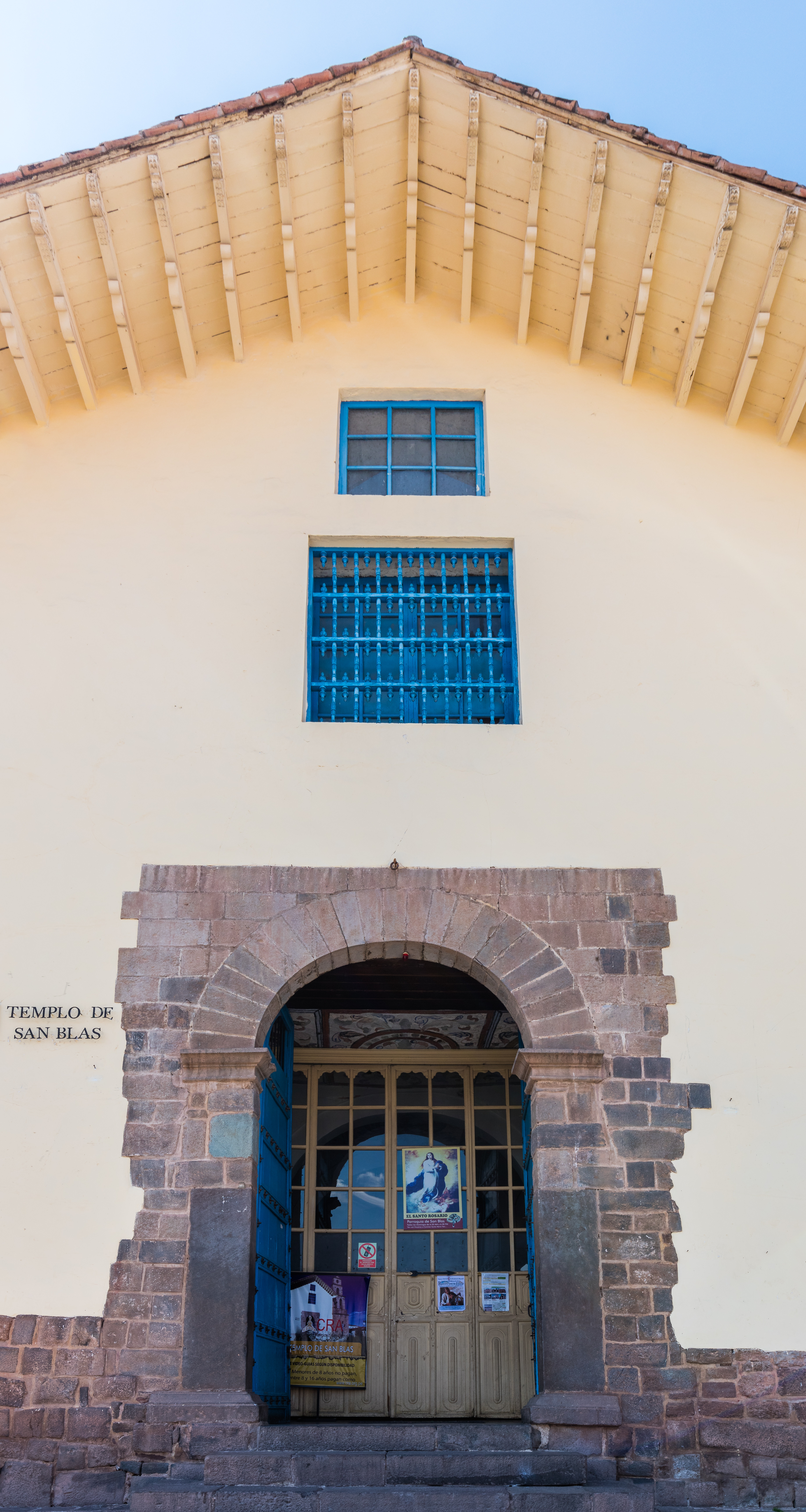
Fachada.
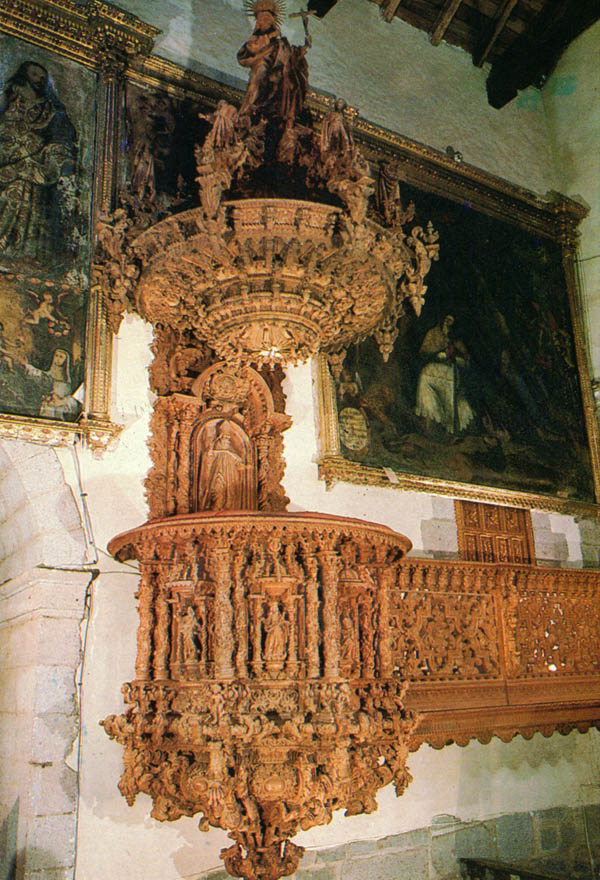
Púlpito de San Blas

#### Libros y publicaciones
- Angles Vargas, Víctor (1983). Historia del Cusco (Cusco Colonial) Tomo II Libro Primero. Lima: Industrialgrafica S.A.

- Datos: Q5910016
- Multimedia: Iglesia de San Blas, Cusco / Q5910016